# Gerard Yepes
Gerard Yepes Laut (Barcelona, 25 de agosto de 2002) es un futbolista español que juega como pivote en el Empoli de la Serie B italiana.

## Trayectoria
Formado en las categorías inferiores del RCD Espanyol y UE Sant Andreu, se une a la cantera de la Sampdoria en 2018.
Debuta profesionalmente con el primer equipo de la Sampdoria el 22 de diciembre de 2021, en un empate por 1-1 frente a la AS Roma en la Serie A.

## Clubes
Actualizado al último partido disputado el 16 de marzo de 2024.
| Club         | País   | Año       | Partidos | Goles |
| ------------ | ------ | --------- | -------- | ----- |
| UC Sampdoria | Italia | 2021-act. | 40       | 0     |